# قرقفتی
قرقفتی (به عربی: قرقفتی) یک روستا در سوریه است که در استان طرطوس واقع شده‌است. قرقفتی ۹۲۷ نفر جمعیت دارد.